# کاروکسازون
کاروکسازون (Surodil و Timostenil) یک داروی ضد افسردگیست که قبلاً برای درمان اختلال افسردگی عمده استفاده می‌شد اما اکنون دیگر به بازار عرضه نمی‌شود. این ماده به عنوان یک بازدارنده برگشت‌پذیر مونوآمین اکسیداز (RIMA) بر هر دو زیرگروه MAO-A و MAO-B عمل می‌کند.

## سنتز

سنتز کاروکسازون:

سنتز با آمین‌دار کردن کاهشی سالیسیل‌آلدهید و گلیسینامید شروع شده و گونه 3 ایجاد می‌شود. سپس از واکنش این گونه با فسژن و سدیم هیدروژن‌کربنات، فرایند تکمیل می‌شود.